# Ratpenat cuallarg de Wroughton
El ratpenat cuallarg de Wroughton (Otomops wroughtoni) és una espècie de ratpenat de la família dels molòssids que es troba a l'Índia i a Cambodja.